# Crkva Uznesenja Blažene Djevice Marije u Pregradi
Crkva Uznesenja Blažene Djevice Marije  je rimokatolička crkva u gradu Pregradi te je zaštićeno kulturno dobro.

## Opis dobra
Najveća crkva u Hrvatskom zagorju nalazi se na trgu u središtu Pregrade. Tlocrtnu osnovu čine ulazni dio flankiran s dva zvonika, ovalna lađa s plitkim bočnim kapelama, pravokutno svetište zaključeno stiješnjenom apsidom te oratorij i sakristija sjeverno i južno od svetišta. Vanjskim izgledom dominira konkavno glavno pročelje s dva bočna zvonika i središnjim dijelom zaključenim trokutnim zabatom. Kasnobarokna jednokatna kurija župnog dvora, pravokutnog tlocrta i naglašenih dimenzija dovršena 1786., smještena je na kosom povišenom terenu iznad župne crkve. Među ostalim župnim kurijama Hrvatskoga zagorja ističe se svojom reprezentativnošću, dimenzijama i složenošću prostorne koncepcije.

## Zaštita
Pod oznakom Z-2235 zavedena je kao nepokretno kulturno dobro – pojedinačno, pravnog statusa zaštićena kulturnog dobra, klasificirano kao "sakralna graditeljska baština".